# Garbów (Łódź-est)
Pour les articles homonymes, voir Garbów.
Garbów (prononcé en polonais : [ˈɡarbuf]) est un village de la gmina de Tuszyn, du powiat de Łódź-est, dans la voïvodie de Łódź, situé dans le centre de la Pologne.
Il se situe à environ 5 kilomètres au sud de Tuszyn (siège de la gmina) et 25 kilomètres au sud de Łódź (siège du powiat et capitale de la voïvodie).

## Administration
De 1975 à 1998, le village était attaché administrativement à l'ancienne voïvodie de Piotrków.

Depuis 1999, il fait partie de la nouvelle voïvodie de Łódź.